# Louis-Hardouin Tarbé
Pour les articles homonymes, voir Tarbé, Hardouin, Ardouin et Arduin.
Louis-Hardouin Tarbé, né à Sens le 11 août 1753, mort le 7 juillet 1806 à Paris, est un avocat et haut fonctionnaire français qui fut ministre des Contributions et Revenus publics (Ministre des Finances) du 29 mai 1791 au 24 mars 1792. 

## Biographie
Premier commis des Finances sous Jacques Necker et Charles Alexandre de Calonne, il devient directeur des contributions sous Claude Antoine de Valdec de Lessart. Louis XVI en fit, le 25[réf. souhaitée] mai 1791, le ministre des Contributions et revenus publics. C'est lui qui organisa la nouvelle administration des Finances. Il organisa principalement la contribution foncière pour remplacer tailles, gabelles et vingtième. 
Très attaché au roi, proche des Feuillants, il quitta le ministère avec eux le 24[réf. souhaitée] mars 1792, pour laisser la place aux Girondins. Proscrit le 15[réf. souhaitée] août 1792, il parvint à se cacher et refusa par la suite tout emploi, quoiqu'il eût été porté par le conseil des Cinq-Cents sur la liste des candidats au Directoire.

## Source partielle
Marie-Nicolas Bouillet  et Alexis Chassang (dir.), « Louis-Hardouin Tarbé » dans Dictionnaire universel d’histoire et de géographie, 1878 (lire sur Wikisource)
Dictionnaire des parlementaires français